# The Rosa Parks Story
The Rosa Parks Story è un film per la televisione americana del 2002 scritto da Paris Qualles e diretto da Julie Dash. Angela Bassett interpreta Rosa Parks, con Cicely Tyson in un ruolo secondario nei panni di sua madre. È stato trasmesso dalla CBS il 24 febbraio 2002. Ha ricevuto premi dalla NAACP e dai Black Reel Awards.